# Confronto tra Window Manager
Un window manager è un programma che gestisce l'aspetto e la posizione di una finestra nel X Window System, un sistema grafico usato principalmente sotto Unix.

## Confronto
| Nome               | Linguaggio              | Licenza                                                 | Tipo                   | Barra del titolo configurabile | Configurazione grafica | Hotkey       | Compatibile con ICCCM/EWMH | Pannello per il cambio di finestra | Tab | Temi           |
| ------------------ | ----------------------- | ------------------------------------------------------- | ---------------------- | ------------------------------ | ---------------------- | ------------ | -------------------------- | ---------------------------------- | --- | -------------- |
| Compiz             | C (OpenGL)              | MIT                                                     | Compositing            | Sì                             | Sì                     | Sì           |                            | di terze parti                     | Sì  | Sì             |
| KWin (KDE)         | C++ (Qt)                | GPL                                                     | Compositing and Tiling | Sì                             | Sì                     | Sì           | Sì                         | Sì                                 | Sì  | Sì             |
| Metacity (GNOME 2) | C, C++ (GTK+)           | GPL                                                     | Compositing            | Sì                             | Sì                     | Sì           | Sì                         | Sì                                 | No  | Sì             |
| Mutter (GNOME 3)   | C, C++ (GTK+) (Clutter) | GPL                                                     | Compositing            | Sì                             | Sì                     | Sì           | Sì                         | Gnome Shell                        | No  | Sì             |
| Xfwm4 (Xfce)       | C, C++ (GTK+)           | GPL, LGPL                                               | Compositing            | Sì                             | Sì                     | Sì           | Sì                         | Sì                                 | No  | Sì             |
| Enlightenment      | C                       | BSD                                                     | Stacking               | Sì                             | Sì                     | Sì           | Sì                         | Sì                                 | No  | Sì             |
| IceWM              | C++                     | GPL, LGPL                                               | Stacking               | Sì                             | di terze parti         | Sì           | Sì                         | Sì                                 | Sì  | Sì             |
| Blackbox           | C++                     | MIT                                                     | Stacking               | No                             | di terze parti         | con le bbkey | dalla 0.70                 | Sì                                 | No  | Sì             |
| Fluxbox            | C++                     | MIT                                                     | Stacking               | Sì                             | di terze parti         | Sì           |                            | Sì                                 | Sì  | Sì             |
| Openbox            | C                       | GPL                                                     | Stacking               | Sì                             | di terze parti         | Sì           | Sì                         | di terze parti                     | No  | Sì             |
| Awesome            | C, Lua                  | GPL                                                     | Tiling e stacking      | Sì                             | No                     | Sì           | Sì                         | Sì                                 | Sì  | Sì             |
| xmonad             | Haskell                 | Licenza BSD                                             | Tiling and stacking    | Sì                             |                        | Sì           | Si / ?                     | di terze parti                     | Sì  | Sì             |
| FVWM               | C                       | GPL                                                     | Stacking               | Sì                             | No                     | Sì           | Sì                         | Sì                                 | Sì  | di terze parti |
| Ion                | C, Lua                  | LGPL con restrizione sul nome delle versioni modificate | Tiling and stacking    | No                             | No                     | Sì           |                            | No                                 | Sì  | Sì             |
| twm                | C                       | Licenza MIT                                             | re-parenting           | No                             | No                     | Sì           |                            | Sì                                 | No  | colori solid   |
| Matchbox           | C                       | GPL                                                     | Stacking               |                                |                        |              |                            |                                    |     | Sì             |
| sithWM             | C                       | GPL                                                     | Stacking               | No                             | No                     | Sì           |                            |                                    |     | Sì             |
| evilwm             | C                       | AEWM                                                    | Stacking               | No                             | No                     | No           | in parte dalla 1.1.0       | No                                 |     | Sì             |
| dwm                | C                       | MIT                                                     | Tiling                 | No                             | No                     | Sì           | Sì                         | Sì                                 |     | Sì             |
| WMFS               | C                       | BSD                                                     | Tiling                 | Sì                             | No                     | Sì           | Sì                         | Sì                                 | No  | Sì             |
| wmii               | C                       | MIT                                                     | Tiling                 | No                             | No                     | Sì           |                            | No                                 | Sì  | Sì             |
| scrotwm            | C                       | BSD                                                     | Tiling e stacking      | No                             | No                     | Sì           | Sì                         | No                                 | No  | colori solid   |